# Fraião
Fraião is een plaats (freguesia) in de Portugese gemeente Braga en telt 2 131 inwoners (2001).